# Dimitshydrus typhlops
Dimitshydrus typhlops là một loài bọ cánh cứng trong họ Bọ nước. Loài này được Uéno miêu tả khoa học năm 1996.